# Феноменалните
Феноменалните (на английски: The Incredibles) е американски анимационен супергеройски филм от 2004 г., продуциран от Пиксар Анимейшън Студиос за Уолт Дисни Пикчърс. Написан и режисиран от Брад Бърд, филмът е озвучен с гласовете на Крейг Нелсън, Холи Хънтър, Сара Воел, Спенсър Фокс, Джейсън Лий, Самюъл Джаксън и Елизабет Пеня. Действието се развива в ретро-футуристична версия на 60-те години на 20 век и проследява Боб и Хелън Пар – двойка супергерои, известни съответно като Г-н Феноменален и Еластина, които крият своите сили в съответствие с правителствена наредба и се опитват да водят спокоен живот в предградията със своите три деца. Въпреки това, желанието на Боб да помага на хората въвлича цялото семейство в сблъсък с отмъстителен бивш фен, превърнал се във враг.
Бърд, който е първият външен режисьор на Пиксар, разработва филма като продължение на комиксите и шпионските филми от 60-те години, с които е израснал, вдъхновен и от личния си семеен живот. Той представя идеята си на студиото, след като първият му пълнометражен филм – Железният гигант (1999), не постига очаквания успех в боксофиса на Уорнър Брос, и прехвърля голяма част от екипа си, за да работят по Феноменалните. Екипът по анимация е изправен пред предизвикателството да анимира изцяло човешки персонажи, което налага създаването на нови технологии за изобразяване на детайлна човешка анатомия, облекло, както и реалистична кожа и коса. Оркестровата музика към филма е композирана от Майкъл Джакино.
Феноменалните дебютира на 24 октомври 2004 г. в театър Ел Капитан и излиза по кината в Съединените щати на 5 ноември същата година. Филмът реализира приходи от 632 милиона долара в световен мащаб, завършвайки киноразпространението си като четвъртият най-касов филм за 2004 г. Феноменалните получава възторжени отзиви от критиците, които го хвалят за анимацията, сценария, актьорската игра (гласовете), екшън сцените, звуковия дизайн, хумора и музиката. Филмът печели наградите Оскар за най-добър анимационен филм и най-добър звук на 77-ата церемония на Академията, както и две допълнителни номинации – за най-добър оригинален сценарий и най-добър звуков микс. Освен това печели и наградата Ани за най-добър анимационен филм. Това е първият изцяло анимационен филм, спечелил престижната награда Хюго за най-добро драматично произведение. Продължението, Феноменалните 2, излиза през юни 2018 г.

## Сюжет
По време на златната епоха на супергероите Боб Пар (известен като Г-н Феноменален) предотвратява опит за самоубийство, като се хвърля с цивилен през прозореца на небостъргач. След това открива злодея Бомб Вояж, който обира сградата, но е прекъснат от предания си фен – момчето Бъди Пайн, което иска да бъде негов помощник. Боб отхвърля предложението, а Вояж прикрепя бомба към пелерината на Бъди. Боб успява да махне бомбата, но тя унищожава участък от надземна железница, което го принуждава да спре приближаващ влак със собствените си сили.
След сватбата си с Хелън (известна като Еластина), Боб е съден за причинени щети – както от спасения цивилен, така и от пострадалите пътници във влака. Подобни съдебни дела водят до влошен обществен имидж на супергероите, а правителството стартира Програма за преместване на супергерои, която забранява използването на сили на публични места и ги принуждава да се укрият.
Петнадесет години по-късно Боб живее с Хелън и трите им деца – Виолета, Даш и бебето Джак-Джак – в спокойно предградие на Метровил. Той копнее по старите си дни като супергерой и презира скучната си работа като застрахователен агент. Заедно с приятеля си Лушъс Бест (Мразон), тайно действа като нощен герой. Един ден Боб наранява своя началник Гилбърт Хъф, след като му пречи да спре грабеж, и е уволнен. Същата вечер мистериозна жена на име Мираж му предлага мисия – да обезвреди гигантския робот Омнидроид, появил се на остров Номанисан. Боб успява, като кара машината сама да унищожи захранването си. Вдъхновен от адреналина и високото заплащане, Боб започва да тренира отново и моли дизайнерката на костюми Една Мода да поправи старата му униформа. Една, погрешно мислейки, че Хелън знае за работата му, изработва нови костюми за цялото семейство.
Когато е повикан отново на Номанисан, Боб открива, че Мираж работи за Бъди, който сега се нарича Синдром – озлобен от отхвърлянето му в миналото. Синдром е натрупал богатство, изобретявайки оръжия, имитиращи суперсили, и усъвършенства Омнидроида, като подмамва супергерои да се бият с него, докато не бъдат убити. Планът му е да изпрати робота в Метровил, да го победи пред публика чрез дистанционно управление и да се превърне в „герой“, а след това да продаде технологиите си на масовия пазар – обезсмисляйки истинските супергерои.
Хелън посещава Една и научава какво прави Боб. Активира локатор в костюма му, което неволно води до залавянето му при опит да проникне в базата на Синдром. Хелън взема частен самолет към острова, но Виолета и Даш се промъкват на борда, оставяйки Джак-Джак на детегледачка. Въпреки че знае за децата в самолета, Синдром го сваля, но Хелън и децата оцеляват и достигат острова. Мираж, отвратена от безскрупулността на Синдром, освобождава Боб и му казва, че семейството му е живо. Пазачите на Синдром преследват Виолета и Даш, които използват силите си, за да ги победят, и се събират с родителите си. Синдром залавя цялото семейство и заминава с Омнидроида към Метровил.
Виолета използва силите си, за да освободи всички, а Мираж им помага да се върнат в града. Роботът разпознава дистанционното управление на Синдром като заплаха и го обезврежда. Феноменалните и Мразон се борят с Омнидроида. Хелън и децата взимат дистанционното, което позволява на Боб да унищожи източника на захранване. Обществото приветства героите, а Синдром се съвзема и става свидетел на поражението си.
Когато семейството се прибира у дома, открива, че Синдром се опитва да отвлече Джак-Джак, за да го отгледа като помощник в отмъщението си. Докато се издига във въздуха, Джак-Джак проявява суперсили и се измъква. Хелън го хваща във въздуха, а Боб хвърля колата си по самолета на Синдром, изпращайки я в един от двигателите.
Три месеца по-късно семейство Пар става свидетел на появата на нов злодей – Подземния копач. Те слагат маските и костюмите си, готови да се изправят срещу новата заплаха.

## Актьорски състав
- Крейг Нелсън – Боб Пар / Г-н Феноменален, бащата на семейство Пар и съпруг на Хелън, който притежава свръхчовешка сила и издръжливост.
- Холи Хънтър – Хелън Пар / Еластина, съпругата на Боб, която има способността да разтяга тялото си като гума.
- Сара Воел – Виолета Пар, най-голямото дете на семейство Пар, която може да става невидима и да създава силови полета.
- Спенсър Фокс – Дашиъл "Даш" Пар, второто дете на семейство Пар, притежава свръхчовешка скорост.
- Елай Фусайл и Мейв Андрюс – Джак-Джак Пар, бебето в семейството, което демонстрира множество суперсили.
- Джейсън Лий – Бъди Пайн / Феноменико / Синдром, обсебен фен на Г-н Феноменален, превърнал се в суперзлодей, който използва научните си умения, за да си създаде изкуствени способности.
- Самюъл Джаксън – Лушъс Бест / Мразон, най-добрият приятел на Боб, който може да образува лед от влагата във въздуха.
- Елизабет Пеня – Мираж, дясната ръка на Синдром.
- Брад Бърд – Една Мода, моден дизайнер на супергероите.
- Теди Нютън – Разказвач на хроника, гласът, който коментира променящото се обществено мнение за суперите.
- Джин Синсир – Г-жа Хогенсън, възрастната жена, на която Боб уж отказва застраховка, за да ѝ помогне тайно.
- Бъд Лъки – Рик Дикър, правителствен агент, който отговаря за прикриването на семейство Пар.
- Уолъс Шон – Гилбърт Хъф, надменният шеф на Боб в застрахователната компания.
- Лу Романо – Бърни Кроп, учителят на Даш.
- Майкъл Бърд – Тони Райдинджър, момчето, по което Виолета си пада.
- Доминик Луи – Бомб Вояж, френски суперзлодей, който използва експлозиви.
- Брет Паркър – Кари, детегледачката на Джак-Джак.
- Кимбърли Адейр Кларк – Хъни, съпругата на Мразон (чува се само от другата стая).
- Джон Раценбергер – Подземния копач, злодей, приличащ на къртица, който се появява в края на филма.

## Производство

### Разработка и сценарий
Идеята за Феноменалните възниква още през 1993 г., когато Брад Бърд скицира семейството по време на несигурен етап от кариерата си във филмовата индустрия. Лични проблеми започват да се прокрадват в историята, тъй като тежат в живота му. По това време Бърд подписва договор за продукция с Уорнър Брос Фичър Анимейшън и е в процес на режисиране на първия си пълнометражен филм – Железният гигант. Докато навлиза в средната възраст и носи големи амбиции в киното, Бърд се пита дали професионалните му цели могат да бъдат постигнати само с цената на семейния му живот. Той казва: „Съзнателно това беше просто забавен филм за супергерои. Но мисля, че това, което се случваше в живота ми, определено се преля във филма“. След като Железният гигант се проваля в боксофиса, Бърд се насочва към супергеройската си идея.
Той си я представя като почит към комиксите и шпионските филми от 60-те години, с които е израснал, и първоначално се опитва да я разработи като 2D анимация с ръчно рисувани кадри. Когато Железният гигант се оказва провал в боксофиса, Бърд подновява контакт с дългогодишния си приятел Джон Ласитър от Пиксар през март 2000 г. и му представя идеята си. Бърд и Ласитър се познават още от студентските си години. Ласитър остава впечатлен от концепцията и убеждава Бърд да се присъедини към студиото, където филмът ще бъде реализиран с компютърна анимация. Студиото обявява многосериен договор с Бърд на 4 май 2000 г. Феноменалните е написан и режисиран изцяло от Брад Бърд – нещо необичайно за Пиксар дотогава, тъй като предишните им продукции обикновено включват двама или трима режисьори (като някои са посочени като сърежисьори), както и няколко сценаристи (по сценарий или история). Освен това, това е първият филм на Пиксар, в който всички герои са изцяло хора.
Бащата винаги се очаква да бъде силният в семейството, затова го правя силен. Майката винаги се разкъсват в милион посоки, затова я правя разтеглива като карамел. Тийнейджърите, особено момичетата, са несигурни, затова я карам да става невидима и да активира щитове. А десетгодишните момчета са хиперактивни топки от енергия. Бебетата са нереализиран потенциал.
Бърд пристига в Пиксар с вече разработена концепция за семейството в историята: майка и баща, преживяващи кризата на средната възраст на бащата; срамежливо тийнейджърско момиче; нахакано десетгодишно момче; и бебе. Бърд базира техните сили на семейни архетипи. По време на продукцията Хаяо Миядзаки от Студио Гибли посещава Пиксар и разглежда филмовите скици. Когато Бърд го пита дали скиците имат смисъл или са просто „американска глупост“, Миядзаки отговаря чрез преводач: „Мисля, че това, което се опитвате да направите в американски филм, е много авантюристично“.
Синдром първоначално е написан като второстепенен герой, който напада Боб и Хелън в началото на филма и загива при експлозия, която унищожава къщата на Пар (в тази версия, семейство Смит), но той става главният антагонист, защото създателите харесват него повече от героя Ксерек, който първоначално е бил замислен за тази роля. Героят Снаг, с когото Хелън говори по телефона във финалния филм, първоначално е трябвало да откара Хелън до остров Номанисан и да загине, но тази роля е премахната, след като Ласитър предлага Хелън да пилотира самолета сама. Синдром е базиран на самия Брад Бърд.

### Кастинг
Холи Хънтър, избрана за ролята на Хелън Пар/Еластина, никога преди това не е озвучавала анимационен герой и възприема ролята като вълнуваща възможност да разшири актьорския си репертоар. Освен това е привлечена от филма заради уникалната и „необичайна история за семейството и човешките взаимоотношения“. Бърд я смята за „една от най-добрите актриси в света“, способна да изиграе „чувствителен“ персонаж с „много стабилен вътрешен център“. Както Хънтър, Крейг Нелсън също не е озвучавал преди, но започва да се замисля за такава роля, след като отново гледа Железният гигант. Той записва гласа си, когато не работи по сериала Вашингтон, окръг Колумбия, в който участва по това време. Озвучаването продължава повече от две години. Спенсър Фокс е избран за ролята на Даш Пар, като това е дебютът му в пълнометражен филм. Брад Бърд иска гласът на Даш да звучи реалистично задъхан в определени сцени – например в джунглата – и кара Фокс да обиколи четири обиколки около студиото, докато се измори. Самюъл Джаксън е избран за ролята на Лушъс Бест/Мразон, като Бърд го избира, защото заявява, че иска персонажът да има „най-якия“ глас. Първоначално за ролята на Една Мода е обмисляна Лили Томлин, но тя впоследствие я отказва. След няколко неуспешни опита за кастинг на Една, Бърд решава сам да озвучи героинята. Това се вписва в традицията на Пиксар да използва вътрешни служители, чиито гласове звучат убедително в тестовите записи. Сара Воел получава ролята на Виолета неочаквано; Бърд я избира, след като чува гласа ѝ в радиопрограмата. Той заявява, че тя е „перфектна“ за ролята и ѝ се обажда веднага, за да ѝ я предложи.

### Анимация
След като Пиксар приема проекта, Брад Бърд е помолен да доведе собствен екип за продукцията. Той привлича основна група хора, с които вече е работил по Железният гигант. Заради това много художници, работещи в 2D, трябва да преминат към 3D, включително и самият Бърд. Той намира работата с компютърно-генерирани изображения за „удивително податлива“ по начин, по който традиционната анимация не е, наричайки способността на камерата лесно да сменя ъглите в дадена сцена „чудесно адаптивна“. Бърд намира работата в компютърна анимация за „трудна“, но по различен начин от традиционната, описвайки софтуера като „усъвършенстван и не особено приятелски настроен“. Бърд пише сценария, без да знае ограниченията или особеностите, които вървят ръка за ръка с компютърната анимация. В резултат на това филмът се превръща в най-сложния за студиото до този момент. Герои от Феноменалните са проектирани от Тони Фусил и Теди Нютън, които Бърд също довежда от Уорнър Брос. Подобно на повечето компютърно анимирани филми, Феноменалните минава през едногодишен процес на изграждане отвътре навън – моделиране на външността и разбиране на контроли, които ще управляват лицето и тялото – артикулацията на героя – преди изобщо да започне анимацията. Бърд и Фусил се опитват да подчертаят графичната изразителност на добрата 2D анимация пред екипа на Пиксар, който дотогава е работил основно в компютърно-генерирани изображения. Бърд се опитва да включи уроци от Деветимата старци на Дисни, които екипът на Пиксар „никога не е акцентирал“.
За техническия екип героите в човешки облик представляват особено предизвикателство. Историята на Бърд е изпълнена с елементи, които по това време са трудни за анимиране. Хората са широко смятани за едни от най-трудните за изпълнение обекти в анимацията. Аниматорите на Пиксар се снимат как ходят, за да усвоят по-добре човешкото движение. Създаването на изцяло човешки актьорски състав изисква създаването на нова технология за анимиране на детайлна човешка анатомия, дрехи, реалистична кожа и коса. Въпреки че техническият екип има известен опит с коса и плат от Таласъми ООД (2001), количеството коса и дрехи, необходимо за Феноменалните, не е правено от студиото до този момент. Освен това Бърд не приема компромиси в името на техническата простота. Докато техническият екип на Таласъми ООД убеждава режисьора Пийт Доктър да приеме плитките на Бу, за да се улесни анимацията на косата ѝ, героинята Виолета трябва да има дълга коса, която закрива лицето ѝ – всъщност това е съществена част от образа ѝ. Дългата коса на Виолета, която е изключително трудна за анимиране, е успешно анимирана едва към края на продукцията. Освен това аниматорите трябва да се справят с движенията на косата както под вода, така и на вятъра. Първоначално Дисни се колебае дали да направи филма заради тези трудности и смята, че той би бил по-подходящ за игрален филм, но Ласитър отхвърля тази идея.
Феноменалните е всичко, с което компютърно-генерираната анимация има затруднения. В него има човешки герои, коса, вода, огън, огромен брой декори. Творческите ръководители са въодушевени от идеята за филма, но щом Бърд им показва сторибордите с това, което точно иска, техническите екипи пребледняват. Гледат и си мислят: „Това ще отнеме десет години и ще струва 500 милиона долара. Как изобщо ще го направим?“.
Затова Бърд казва: „Дайте ни черните овце. Искам художниците, които са разочаровани. Искам онези, които имат друг начин на работа. Дайте ни всички, които вероятно са на път да си тръгнат“. Много от тях са недоволни, защото виждат алтернативни начини за работа, но рядко имат възможност да ги изпробват, тъй като установените практики функционират изключително добре.
„Дадохме шанс на черните овце да докажат теориите си и променихме начина, по който се правят редица неща тук“. С по-малко средства на минута в сравнение с предишния филм, Търсенето на Немо, създават филм с три пъти повече декори и с всичко, което е трудно за анимация. Всичко това е възможно, защото ръководството на Пиксар им дава свободата да изпробват щури идеи.
Екипът се справя не само със сложността на анимирането на човешки образи в компютърна анимация, но и с множество други усложнения. Историята е по-мащабна от всяка предишна продукция на студиото, с по-дълго екранно време и четири пъти повече локации от обичайното. Главният технически директор Рик Саър отбелязва, че най-трудното нещо във филма е, че „няма едно най-трудно нещо“, намеквайки за множеството нови технически предизвикателства: огън, вода, въздух, дим, пара и експлозии се добавят към вече новата трудност да се работи с човешки герои. Организационната структура на филма не може да бъде планирана като при предишни продукции на Пиксар, и това се превръща в постоянен повод за шеги сред екипа. Саър казва, че екипът възприема модел „Алфа-Омега“, при който една група се занимава с изграждане, моделиране, осветление и оформление, докато друга работи по финалната камера, осветление и ефекти. Друга група, наречена „екип по персонажите“, дигитално моделира, подготвя скелетна структура и прилага текстури върху всички герои, а екипът по симулациите разработва технология за симулация на коса и дрехи. Във филма има поне 781 кадъра с визуални ефекти, като често те са визуални шеги – например сцената, в която прозорецът се чупи, след като Боб с яд затваря вратата на колата. Освен това, екипът по ефектите подобрява моделирането на облаци, използвайки за първи път обемно рендериране.
Кожата на героите постига ново ниво на реализъм чрез технология, имитираща „подповърхностно разсейване на светлината“. Предизвикателствата не спират с моделирането на хора. Бърд решава, че в сцена към края на филма бебето Джак-Джак трябва да претърпи серия трансформации, като в една от петте планирани той се превръща в нещо като гелообразна маса. Техническите директори, които очакват, че ще им отнеме два месеца или повече да разработят ефекта с гела — време, което е безценно в критичната финална фаза на продукцията — се обръщат към продуцента на филма, Джон Уокър, за помощ. Бърд, който лично привлича Уокър от Уорнър Брос за проекта, първоначално не отстъпва, но след няколко обсъждания, изпълнени с напрежение и остри реплики в продължение на два месеца, най-накрая отстъпва. Бърд също настоява сторибордовете да задават блокирането на движенията на героите, осветлението и движенията на камерата — задачи, които дотогава се изпълняват от други отдели и не са били предварително планирани чрез сторибордове.
Бърд признава, че „кара коленете на студиото да треперят под тежестта“ на Феноменалните, но нарича филма „свидетелство за таланта на аниматорите в Пиксар“, които се вдъхновяват от предизвикателствата, които той поставя. Той си спомня: „По същество, дойдох в едно прекрасно студио, изплаших всички с това колко подаръци искам за Коледа — и в крайна сметка получих почти всичко, което поисках“.

### Музика
Феноменалните е първият филм на Пиксар с музика, композирана от Майкъл Джакино. Брад Бърд търси специфично звучене, вдъхновено от ретро-футуристичния дизайн на филма – представата за бъдещето, както го виждат през 60-те години. Първоначално Джон Бари е първият избор за създаване на филмовата музика, като трейлърът на филма дори получава преработена версия на темата от On Her Majesty's Secret Service, дело на Бари. Въпреки това, Бари отказва да повтаря звученето на някои от своите по-ранни композиции, и задачата е възложена на Джакино. Джакино отбелязва, че записването на музика от 60-те години се различава значително от съвременните техники, а звукозаписният инженер Дан Уолин казва, че Бърд търси „старо усещане“, поради което музиката е записана на аналогови ленти. Уолин подчертава, че медните духови инструменти – които доминират в партитурата на филма – звучат по-добре на аналогово оборудване, отколкото на цифрово. Уолин произлиза от епоха, в която, по думите на Джакино, музиката се записва „по правилния начин“ – с всички музиканти в една и съща стая, „свирещи един срещу друг и черпещи енергия едни от други“. Много от бъдещите филмови партитури на Джакино следват този стил на запис. Тим Симонек е диригентът и оркестратор на музикалния запис.
Оркестровата музика на филма излиза на 2 ноември 2004 г. чрез Уолт Дисни Рекърдс – три дни преди премиерата в кината. Саундтракът печели множество награди за най-добра филмова музика.

## Теми
Няколко филмови рецензенти правят ясни паралели между филма и определени комикси за супергерои, като Powers, Пазителите, Фантастичната четворка, Лигата на справедливостта и Отмъстителите. Продуцентите на адаптацията от 2005 г. на Фантастичната четворка са принудени да направят значителни промени в сценария и да добавят повече специални ефекти заради приликите с Феноменалните. Брад Бърд не се изненадва от възникналите сравнения, тъй като супергероите са „най-отъпканата територия на планетата“, но отбелязва, че не се вдъхновява конкретно от нито един комикс, само е чувал за Пазителите. Той все пак коментира, че е приятно да го сравняват с него, тъй като „ако ще те сравняват с нещо, хубаво е да е нещо добро“.
Някои коментатори тълкуват недоволството на Боб от прославянето на посредствеността и репликата на Синдром „когато всички са супер, никой не е“ като отражение на възгледите на немския философ Фридрих Ницше или като продължение на философията на обективизма на руско-американската писателка Айн Ранд – което Бърд определя като „смехотворно“. Той заявява, че голяма част от публиката разбира посланието така, както той го приема, докато „два процента си мислят, че съм правил Изворът или Атлас изправи рамене“. Някои твърдят, че във Феноменалните се проявява дясна политическа пристрастност – нещо, което Бърд също осмива. „Мисля, че това е толкова нелеп анализ, колкото твърдението, че Железният гигант бил ляв филм. Аз определено съм центрист и смятам, че и двете партии могат да бъдат абсурдни“.
Филмът също така разглежда неприязънта на Бърд към тенденцията в детските комикси и съботно-сутрешните анимации от неговото детство да представят злодеите като нереалистични, неефективни и безобидни. Във филма Даш и Виолета се сблъскват със злодеи, които са напълно готови да използват смъртоносна сила срещу деца. На друго ниво, и Даш, и Виолета не проявяват емоции или съжаление за смъртта на онези, които се опитват да ги убият – като когато Даш надбягва преследвачите, които се разбиват със своите превозни средства, или когато двамата наблюдават как родителите им унищожават няколко атакуващи превозни средства с хора вътре – по начин, който прави смъртта на пилотиращите ги неоспорима. Въпреки че не е съгласен с част от анализите, Бърд намира за удовлетворяващо, че трудът му се разглежда на толкова различни нива – именно това е неговото намерение: „Фактът, че за филма се писа няколко пъти в рубриката с коментари на Ню Йорк Таймс, беше наистина удовлетворяващ за мен. Вижте, това е мейнстрийм анимационен филм – колко често такива се смятат за провокиращи размисъл?“.

## Премиера

### Маркетинг
Премиерата на тийзър трейлъра на Феноменалните е на 30 май 2003 г. по време прожекциите на Търсенето на Немо. Няколко компании пускат промоционални продукти, свързани с филма. В седмиците преди премиерата на филма има и промоционални сътрудничества с Ес Би Си Комюникейшънс, Тайд, Дауни, Проктър енд Гембъл и Макдоналдс. Дарк Хорс Комикс пуска ограничена серия комикси, базирани на филма. Производителят на играчки Хасбро произвежда серия екшън фигури и играчки, вдъхновени от филма. Прингълс включва чипсове с изображения на супергероите и цитати от филма. През юли 2008 г. е обявено, че серия комикси, базирана на филма, ще бъде публикувана от Бум! Студиос в сътрудничество с Дисни Пъблишинг до края на годината.

### Кино
Премиерата на Феноменалните е на 5 ноември 2004 г. в САЩ. Прожекциите включват и ексклузивни предварителни кадри от Колите и Междузвездни войни: Епизод III – Отмъщението на ситите. Докато Пиксар празнува пореден триумф с Феноменалните, Стив Джобс влиза в открит конфликт с ръководството на разпространителя – Уолт Дисни Къмпани. Това в крайна сметка води до отстраняването на Майкъл Айснер и придобиването на Пиксар от Дисни през следващата година. През март 2014 г. изпълнителният директор и председател на Дисни Боб Айгър обявява, че филмът ще бъде преформатиран и пуснат отново в 3D. Феноменалните е преиздаден и дигитално ремастериран за IMAX кина (заедно с продължението Феноменалните 2) през 2018 г.
Като част от честването на 100-годишнината на Дисни, Феноменалните е преиздаден от 1 до 14 септември 2023 г. в Съединените щати и от 5 до 11 октомври в Латинска Америка.

### Домашна употреба
Филмът излиза за пръв път на VHS и в специално DVD издание с два диска на 15 март 2005 г. DVD изданието на филма става най-продаваният DVD за 2005 г с 17,38 милиона продадени копия. Дисни пуска Blu-ray издание в Северна Америка на 12 април 2011 г., а 4K UHD Blu-ray издание – на 5 юни 2018 г., което е и първата 4K Blu-ray преиздадена версия на компанията.

## Прием

### Боксофис
Феноменалните печели 261,4 милиона долара в САЩ и Канада и 370,1 милиона долара в други територии, с което достига общи световни приходи от 631,6 милиона долара. Това го нарежда като четвъртия най-печеливш филм за 2004 г., след Шрек 2, Хари Потър и Затворникът от Азкабан и Спайдър-Мен 2.
Феноменалните излиза по кината заедно с Алфи на 5 ноември 2004 г. Дебютира с приходи от 70,7 милиона долара от 3933 киносалона. Това го прави вторият най-успешен стартов уикенд за анимационен филм след Шрек 2. Филмът достига първо място в боксофиса, изпреварвайки Убийствен пъзел, Гняв, История с акули, Рей, Стълба 49 и други. Въпреки силния старт, общите приходи в Холивуд отбелязват спад, продължавайки низходящата тенденция в боксофиса, характерна за по-голямата част от есенния сезон. Топ 12 филма за уикенда носят общо 136,1 милиона долара, което е спад от 5% спрямо същия уикенд предишната година – малко след излизането на Матрицата: Революции и Елф. В продължение на 15 години Феноменалните държи рекорда за най-успешен ноемврийски уикенд за анимационен филм, преди да бъде изместен от Замръзналото кралство II през 2019 г. Продължава да води в боксофиса, като остава пред Полярен експрес. През втория уикенд приходите му спадат с 28% до 51 милиона долара, а през третия уикенд прибавя още 26 милиона долара. Феноменалните приключва киноразпространението си в САЩ и Канада на 14 април 2005 г.

### Реакции на критиката
Феноменалните получава широко одобрение при премиерата си. В сайта за агрегиране на рецензии Rotten Tomatoes 97% от 252 ревюта на критици са положителни, със средна оценка 8.4/10. Консенсусът гласи: „Със страхотно остроумие и много забавление в анимационния супергеройски жанр, Феноменалните напълно оправдава заглавието си“. Сайтът Metacritic, който използва претеглена средна стойност, присъжда на филма оценка 90 от 100, базирана на 41 рецензии, което означава „всеобщо признание“. Публиката, анкетирана от CinemaScore, дава изключително рядката оценка „A+“ по скалата от A+ до F, което прави филма четвъртия (пореден) на Пиксар, получил тази оценка (след Играта на играчките 2, Таласъми ООД и Търсенето на Немо). Феноменалните се превръща в шестия пореден филм на Пиксар, който постига едновременно критически и търговски успех.
Роджър Ебърт от Чикаго Сън-Таймс дава на филма три и половина от четири звезди, като пише, че филмът „редува шеметен екшън със сатира на живота от предградията“ и е „още един пример за майсторството на Пиксар в популярната анимация“. Питър Травърс от Ролинг Стоун също дава три и половина звезди, наричайки го „един от най-добрите филми на годината“ и добавя, че „не звучи като рисуван, звучи истински“. Същата оценка дава и списание Пипъл, като отбелязва, че Феноменалните „предлага силна, увлекателна история и огромна доза интелигентен хумор“.
Елинор Рингъл Гилеспи от Атланта Джърнал-Конститюшън се отегчава от „постоянните заемки от по-ранни екшън филми“ и заключава, че „Пиксар майсторски прави това, което прави – просто ти се иска да правеше нещо друго“. Джесика Уинтър от Вилидж Войс критикува филма, че „звучи като стандартен летен екшън“, въпреки че излиза през ноември. В ревюто си отбелязва, че Феноменалните „обявява навлизането на студиото в претъпканото пространство на холивудските блокбастъри, пълни с трясъци и метален шум“. Лора Клифърд от Рийлинг Ревюс дава оценка A-, като пише: „Смесете Х-Мен с Истински лъжи и Деца шпиони, добавете ретро дизайна на Реактивните момичета и всичко това обединете с магическата технология на Пиксар“. В положителна рецензия Дженифър Фрей от Вашингтон Поуст обяснява, че „филмът е пълен с чудесни малки детайли: злодеят Синдром е нарисуван така, че да напомня на герой от класически коледен анимационен филм. Както винаги, Пиксар впечатлява с анимацията си, но това, което прави филма още по-привлекателен за цялото семейство, е интелигентният сценарий, който очевидно е написан така, че да се хареса както на възрастни, така и на деца“.
Феноменалните попада в множество класации „най-добри филми“. Влиза в професионалната класация на Гардиън като един от най-великите филми на 21 век. Питър Травърс го поставя на шесто място в личната си класация на най-добрите филми на десетилетието. Редица издания го определят като един от най-добрите анимационни филми, сред които: Ентъртейнмънт Уийкли (2009), Ай Джи Ен (2010), Инсайдър, Ю Ес Ей Тъдей, Ел (всички през 2018 г.), Ролинг Стоун (2019), Парад, Комплекс, Тайм Аут Ню Йорк и Емпайър (всички през 2021 г.). Филмът е включен и в няколко класации за най-добри супергеройски филми от медии като: Тайм (2011), Пейст, Вюлчър, Мери Клер (всички през 2019 г.), Ай Джи Ен (2020), Ескуайър, Индиан Експрес и Парад (всички през 2021 г.). През декември 2021 г., сценарият на филма е класиран на 48-мо място в списъка на 101 най-велики сценарии на 21 век (до момента), съставен от Гилдията на сценаристите в Америка. Филмът е определян още като един от най-добрите консервативни филми, най-добрите екшън филми, и най-добрите политически филми. През 2025 г. се нарежда на 92-ро място в изданието Избор на читателите на Ню Йорк Таймс за 100-те най-добри филма на 21 век.

## Продължение
Продължение, озаглавено Феноменалните 2, излиза на 15 юни 2018 г.

## В България
Премиерата на филма в България е на 17 декември 2004 г.
През 2005 г. филмът е издаден на видеокасета и колекционерско DVD издание, съдържащо два диска, разпространявани от Александра Видео.
През 2011 г. е издаден отново на DVD в стандартно издание и на Blu-Ray, разпространявани от A+Films.
Синхронен дублаж
| Роля                    | Изпълнител             |
| ----------------------- | ---------------------- |
| Боб Пар/Г-н Феноменален | Мариан Маринов         |
| Хелън Пар/Еластина      | Ирина Маринова         |
| Лушъс Бест/Мразон       | Пенко Русев            |
| Бъди/Феноменико/Синдром | Даниел Ангелов         |
| Бомб Воаяж              | Доминик Луис           |
| Новинар                 | Димитър Иванчев        |
| Г-жа Хогенсън           | Венета Зюмбюлева       |
| Джак-Джак Пар           | Илай Фусил Мийв Андрюс |
| Гилбърт Хъф             | Станислав Пищалов      |
| Дашиъл Пар (Даш)        | Живко Станев           |
| Бърни Кроп              | Пламен Пеев            |
| Директор                | Стефан Стефанов        |
| Виолета Пар             | Десислава Петкова      |
| Тони Райдинджър         | Николай Сугарев        |
| Мираж                   | Татяна Захова          |
| Рик Дикър               | Стефан Димитриев       |
| Една Мода               | Лидия Вълкова          |
| Кори                    | Виктория Буреш         |
| Хъни                    | Таня Михайлова         |
| Подземния копач         | Георги Иванов          |

Други гласове
| Десислава Недева |
| Мариана Жикич    |
| Анатоли Божинов  |
| Валентин Тонев   |
| Георги Николов   |
| Илиян Пенев      |
| Кристиян Фоков   |
| Марин Маринов    |
| Христо Узунов    |

Българска версия
| Обработка                       | Доли Медия Студио                     |
| ------------------------------- | ------------------------------------- |
| Режисьор на дублажа             | Таня Димитрова                        |
| Преводач                        | Милена Сотирова                       |
| Адаптация                       | Венета Янкова                         |
| Тонрежисьори                    | Цветелина Цветкова Валерия Крачунова  |
| Творчески ръководител           | Венета Янкова                         |
| Продуцент на българската версия | Disney Character Voices International |